# جيمس أندرو هاريس
كان جيمس أندرو هاريس (بالإنجليزية: James Andrew Harris)‏ (وُلد في يوم 26 مارس من عام 1932، وتُوفي في يوم 12 ديسمبر من عام 2000) عالم كيمياء نووية شارك في اكتشاف العنصرين 104 و105 (الرذرفورديوم والدوبنيوم تباعًا). اشتُهر هاريس لكونه أول أمريكي أفريقي ساهم في اكتشاف عناصر كيميائية جديدة.

## حياته الشخصية
وُلد جيمس أيه. هاريس في يوم 26 مارس من عام 1932 في واكو، تكساس. تطلق والداه في صغره، وانتقل بعد طلاقهما إلى أوكلاند، كاليفورنيا مع أمه حيث ارتاد المدرسة الثانوية. التقى هاريس بزوجته هيلين في كلية هيوستن تيلوتسن، حيث كانا يكملان دراسات ما قبل التخرج؛ تزوجا في عام 1957 وأنجبا خمسة أطفال، سيدريك، وكيث، وهيلدا، وكيمبرلي، وجيمس الثاني. بين وقت تخرجه من الكلية ووقت زواجه، خدم هاريس في الجيش. كان هاويًا للغولف والسفر والنشاطات المجتمعية. توفي جيمس أيه. هاريس إثر مرض مفاجئ في يوم 12 ديسمبر من عام 2000.

## تعليمه
لم يرتد جيمس أيه. هاريس مدرسة مكّونيل الثانوية في أوكلاند، كاليفورنيا بل مدرسة مور. بعد الثانوية، عاد هاريس إلى تكساس وارتاد كلية هيوستن تيلوتسن في أوستن. درس الكيمياء وحصل على درجة البكالوريوس في العلوم في عام 1953. في عام 1975، حاز هاريس على درجة الماجستير في الإدارة العامة من جامعة كاليفورنيا الدولية، هايوارد. مُنح هاريس دكتوراه فخرية من كلية هيوستن تيلوتسن في عام 1973 لمشاركته في اكتشاف الرذرفورديوم والدوبنيوم. كان أخًا في أخوية ألفا في ألفا أيضًا.

## حياته المهنية
حظي هاريس بأول عمل له في شركة تريسرلاب بصفة أخصائي كيمياء إشعاعية؛ حيث عمل لخمس سنوات. ترك هاريس الشركة بعد ذلك ليعمل في شعبة النظائر المشعة من قسم الكيمياء النووية في مختبر إشعاع لورنس في جامعة كاليفورنيا بيركلي. في عام 1977م، رُقي هاريس إلى منصب رئيس قسم الهندسة والإدارة التقنية في لورنس. تقاعد هاريس من عمله في المختبر في عام 1988.
عمل هاريس في مجموعة إنتاج النظائر المشعة الثقيلة. كان عمله تصميم وتنقية الأهداف التي ستُستخدم لاكتشاف العنصرين 104 و105. كانت هذه الأهداف بحاجة إلى الحد الأدنى من الشوائب من عناصر كالرصاص كي تؤدي غرضها. أشاد زملاء هاريس بعمله، قائلين إنه كان عالي الجودة ومفيدًا في الأبحاث المتعلقة بالعناصر.

## جِدال
كان ثمة فريقا بحث يعملان في آن واحد على اكتشاف العنصرين 104 و105. أحدهما كان فريق هاريس في جامعة كاليفورنيا بيركلي والآخر كان فريقًا من العلماء الروس. تمكن كلا الفريقين من عزل العنصرين في الوقت نفسه تقريبًا، لذا يوجد سجال حول أي من الفريقين كان السباق بالفعل في عزل العنصرين. لتسكين السجال، مُنح العنصر 104 الاسم الذي اقترحه فريق البحث الأمريكي، رذرفورديوم، تيمنًا بالفيزيائي البريطاني المؤثر. ومُنح العنصر 105 بالتالي اسم دوبنيوم، ممثلًا اسم المدينة التي عمل فيها الفريق الروسي.